# Jürgen Colombo
Jürgen Colombo (Zielona Góra, Lubusz, Polònia, 2 de setembre de 1949) va ser un ciclista alemany que es dedicà a al ciclisme en pista i s'especialitzà en la modalitat de persecució per equips. Fou professional entre 1979 i 1982.
El 1972 va prendre part en els Jocs Olímpics de Múnic, en què guanyà la medalla d'or en la prova de persecució per equips, formant equip amb Günther Schumacher, Günter Haritz i Udo Hempel. En el seu palmarès també destaquen cinc campionats nacionals.